# Бригада материального обеспечения СССР
Бригада материального обеспечения (сокр. брмо) — тактическое соединение Тыла Вооружённых сил СССР.

## Описание
Бригада материального обеспечения являлась одной из основных структурно-штатных единиц частей Тыла ВС СССР, наряду с автомобильными бригадами, ремонтно-восстановительными базами и отдельными батальонами. Бригады материального обеспечения водили в состав групп войск, округов, армий и армейских корпусов.
Нумерация бригад материального обеспечения была сквозной с нумерацией автомобильных бригад сокращённого состава, представленных лишь штабами.
Помимо военных задач, бригады материального обеспечения также занимались сбором урожая.
В ходе Афганской войны военнослужащие 59-й бригады материального обеспечения становились естественной целью душманов в ходе минной войны на дорогах, нападений из засад, сопровождаемые потерей водителей и техники.

## Состав
В состав бригады материального обеспечения входили батальоны (роты): автомобильные, подвоза горюче-смазочных материалов (ГСМ) и материального обеспечения. Организационно в бригаду материального обеспечения входили:
- управление бригады
- три отдельных автомобильных батальона подвоза ГСМ
- два отдельных автомобильных батальона
- отдельная рота подвоза воды
- отдельная рота обеспечения (массовой заправки горючего)
- отдельная ремонтно-восстановительная рота (техники тыла)
- отдельная автомобильная ремонтная рота
- полевой (подвижный) автомобильный хлебозавод
- склады: автомобильный, горючего, продвольственный, вещевой, медицинский, химический, бронетанкового имущества, средств связи, артиллерийского вооружения и боеприпасов, квартирного имущества.[1]